# Aderus arambourgi
Aderus arambourgi is een keversoort uit de familie schijnsnoerhalskevers (Aderidae). De wetenschappelijke naam van de soort werd in 1939 gepubliceerd door Maurice Pic.